# Rodeo (Travis Scott)
| Recensione    | Giudizio |
| ------------- | -------- |
| Metacritic    | 64/100   |
| AllMusic      |          |
| Clash         | 6/10     |
| HipHopDX      |          |
| Pitchfork     | 6/10     |
| Rolling Stone |          |
| Spin          | 5/10     |
| XXL           |          |

Rodeo è l'album in studio di debutto del rapper statunitense Travis Scott, pubblicato il 4 settembre 2015 attraverso Epic Records e Grand Hustle Records.

## Antefatti
Il 26 gennaio 2015, Scott ha annunciato il Rodeo Tour, che avrebbe avuto Young Thug e Metro Boomin come ospiti fissi. Il giorno seguente ha rilasciato due brani: High Fashion con Future e Nothing But Net con PartyNextDoor. Tuttavia, nessuna delle due tracce è stata inserita nella versione finale dell'album.
Il 12 giugno 2015 una traccia intitolata Drunk in collaborazione di Young Thug è trapelata in rete. Il brano è stato poi inserito nell'album sotto il titolo Maria I'm Drunk e con la partecipazione aggiuntiva di Justin Bieber.
Il 29 giugno è stato pubblicato un primo singolo intitolato 3500 in partecipazione con 2 Chainz e Future e il 29 luglio seguente Scott ha reso disponibile un secondo singolo, Antidote, che ha raggiunto la sedicesima posizione della Billboard Hot 100.
Il 17 luglio 2015 Scott ha annunciato attraverso i suoi profili social la data della pubblicazione dell'album.

## Descrizione
L'album presenta collaborazioni di risalto come Quavo, Young Thug, Schoolboy Q, Future, 2 Chainz, Justin Bieber, Juicy J, The Weeknd, Swae Lee, Chief Keef, Kanye West e Toro y Moi e la produzione di Mike Dean, Kanye West, The Weeknd, Pharrell Williams, Metro Boomin, TM88 e Scott stesso, tra gli altri.
L'album ha ricevuto recensioni generalmente positive da parte della critica specializzata e ha debuttato alla terza posizione della Billboard 200. Nel maggio 2017, poi, l'album è stato certificato disco di platino dalla RIAA.

## Perfomance commerciale
Rodeo debuttò alla terza posizione delle Billboard 200, registrando circa 85.000 vendite, di cui 70.000 in copie fisiche. Debuttò inoltre alla posizione numero uno della classifica degli album rap. Nel novembre 2015, Rodeo ha venduto circa 110.000 copie negli Stati Uniti A maggio 2017, l'album è stato certificato disco di platino dalla RIAA, per aver venduto oltre 1.000.000 di copie.

## Tracce
Crediti adattati dalle note dell'album su Tidal.
1. Pornography – 3:52 (Sonny Digital, Metro Boomin, Travis Scott, Mike Dean)
2. Oh My Dis Side (feat. Quavo) – 5:51 (Allen Ritter, Travis Scott, Frank Dukes, Mike Dean)
3. 3500 (feat. Future, 2 Chainz) – 7:42 (Metro Boomin, Mike Dean, Travis Scott, Mano, Zaytoven, Allen Ritter)
4. Wasted (feat. Juicy J) – 3:56 (Metro Boomin, Travis Scott, Frank Dukes, Mike Dean)
5. 90210 (feat. Kacy Hill) – 5:39 (DJ Dahi, Allen Ritter, Mike Dean, Travis Scott, WondaGurl)
6. Pray 4 Love (feat. The Weeknd) – 5:07 (Illangelo, The Weeknd, Mike Dean, Ben Billions, Travis Scott, Allen Ritter)
7. Nightcrawler (feat. Swae Lee, Chief Keef) – 5:21 (Metro Boomin, Mike Dean, Travis Scott, Southside, TM88, Allen Ritter)
8. Piss on Your Grave (feat. Kanye West) – 2:46 (Kanye West, Charlie Heat, Noah Goldstein, Mike Dean, Travis Scott, Darren King)
9. Antidote – 4:22 (WondaGurl, Travis Scott, Eestbound)
10. Impossible – 4:03 (Allen Ritter, Mike Dean, Travis Scott)
11. Maria I'm Drunk (feat. Justin Bieber, Young Thug) – 5:50 (Allen Ritter, Travis Scott, Frank Dukes, Maneesh Bidaye, Mike Dean)
12. Flying High (feat. Toro y Moi) – 3:29 (Pharrell Williams, Mike Dean, Travis Scott, Allen Ritter)
13. I Can Tell – 3:56 (Mike Dean, Travis Scott, Allen Ritter, FKi)
14. Apple Pie – 3:39 (Travis Scott, Mike Dean, Terrace Martin, 1500 or Nothin')

Expanded edition
1. Ok Alright (feat. Schoolboy Q) – 6:58 (Metro Boomin, Sonny Digital, Mike Dean)
2. Never Catch Me – 2:56 (Sonny Digital, Allen Ritter, WondaGurl)

### Crediti sample
- Pornography contiene un sample della traccia Expectation degli ACHE.
- Oh My Dis Side contiene un sample della traccia Flashbulbs di Coleridge-Taylor Perkinson
- Wasted contiene un sample della traccia Let Your Life Be Free di by T. Zchien e The Johnny.
- 90210 contiene dei sample delle tracce Itinerario Romantico dei The Blue Sharks e Family Business di Kanye West.
- Flying High contiene un sample della traccia Slide degli Slave.
- Antidote contiene un sample della traccia All I Need degli Lee Fields.
- Piss on Your Grave contiene un sample della traccia Machine Gun di Jimi Hendrix.

## Formazione
Crediti adattati dalle note dell'album su Tidal.

### Musicisti
- Travis Scott – voce
- Quavo – voce aggiuntiva (traccia 2)
- 2 Chainz – voce aggiuntiva (traccia 3)
- Future – voce aggiuntiva (traccia 3)
- Juicy J – voce aggiuntivo (traccia 4)
- The Weeknd – voce aggiuntiva (traccia 6)
- Swae Lee – voce aggiuntiva (traccia 7)
- Chief Keef – voce aggiuntiva (traccia 7)
- Kanye West – voce aggiuntiva (traccia 8)
- Justin Bieber – voce aggiuntiva (traccia 11)
- Young Thug – voce aggiuntiva (traccia 11)
- Toro y Moi – voce aggiuntiva (traccia 12)
- T.I. – narratore
- Mike Dean – chitarra, tastiere
- Darren King – basso, batterie, chitarra
- Larrance Dopson – tastiere
- Jordan Lewis – chitarra
- Terrace Martin – tastiere
- Allen Ritter – tastiere
- Zaytoven – tastiere

### Personale aggiuntivo
- Nabil Elderkin – fotografia
- Corey Damon Black – direzione artistica, design
- Chris Feldman – direzione artistica
- Dan Chung – design
- Anita Marisa Boriboon – direzione creativa
- Marc Kalman – direzione creativa
- Dalia Glickman – A&R
- Ashley Lyle – A&R
- Jermaine Pegues – A&R
- Sickamore – A&R

### Produzione
- Travis Scott – produzione esecutiva, produzione
- Mike Dean – produzione esecutiva, produzione, produzione aggiuntiva, assistenza, programmazione batteria, ingegneria, missaggio, mastering
- Jason Geter – produzione esecutiva
- Allen Ritter – produzione, produzione aggiuntiva
- Metro Boomin – produzione (tracce 1, 3, 4, 7, 15)
- Frank Dukes – produzione (tracce 2, 11), produzione aggiuntiva (traccia 4)
- WondaGurl – produzione (traccia 9), produzione aggiuntiva (tracce 5, 16), programmazione
- Noah Goldstein – co-produzione (traccia 8), ingegneria, missaggio, assistenza
- The Weeknd – produzione (traccia 6)
- Illangelo – produzione (traccia 6), ingegneria vocale
- Ben Billions – produzione (traccia 6)
- Darren King – co-produzione (traccia 8)
- Kanye West – produzione (traccia 8)
- Charlie Heat – produzione (traccia 8)
- Eestbound – produzione (traccia 9), programmazione
- Pharrell Williams – produzione (traccia 12)
- Terrace Martin – co-produzione (traccia 14)
- 1500 or Nothin' – co-produzione (traccia 14)
- Zaytoven – produzione aggiuntiva (traccia 3)
- FKi – produzione (traccia 13)
- Maneesh Bidaye – produzione (traccia 11)
- Jimmy Cash – ingegneria
- Thomas Cullison – ingegneria
- Blake Harden – ingegneria
- Stuart Innis – ingegneria, assistente al missaggio
- Jordan Lewis – ingegneria
- Ari Raskin – ingegneria
- Alex Tumay – ingegneria
- Finis White – ingegneria
- Seth Firkins – ingegneria vocale
- Kez Khou – assistente al missaggio
- Albert Chee – assistenza

## Classifiche

### Classifiche settimanali
| Classifica (2015-24) | Posizione massima |
| -------------------- | ----------------- |
| Australia            | 30                |
| Austria              | 53                |
| Belgio (Fiandre)     | 50                |
| Belgio (Vallonia)    | 52                |
| Canada               | 5                 |
| Danimarca            | 23                |
| Francia              | 54                |
| Islanda              | 39                |
| Nuova Zelanda        | 22                |
| Paesi Bassi          | 33                |
| Polonia              | 24                |
| Regno Unito          | 22                |
| Stati Uniti          | 3                 |
| Svizzera             | 14                |

### Classifiche di fine anno
| Classifica (2024) | Posizione |
| ----------------- | --------- |
| Polonia           | 51        |